# Гербальд
Герба́льд (фр. Gerbald, лат. Gerbaldus; умер 18 октября 809) — епископ Льежа (787—809).

## Биография
Гербальд был поставлен во главе Льежской епархии по приказу короля Франкского государства Карла Великого в 787 году, став здесь преемником умершего епископа Агильфрида. Также как и его предшественник, Гербальд был одним из советников франкского монарха. Его роль при дворе, вероятно, ещё больше усилилась, когда в Ахене, находившемся на территории Льежского епископства, началось строительство новой королевской резиденции, с 794 года ставшей фактической столицей Франкской империи.
Понтификат Гербальда совпал с чередой бедствий, обрушившейся на Льежскую епархию: в 801 году Льеж сильно пострадал от эпидемии чумы, первой в этом регионе, а в 805 году, вместе со многими другими землями королевства, от неурожая. В результате возникшего из-за этого голода умерло множество людей. Император Карл, ограниченный в возможности оказать помощь голодающим, лишь призвал Гербальда и его паству к трёхдневному посту, чтобы с божьей помощью отвратить это бедствие.
Достоверные исторические источники очень скупо освещают епископат Гербальда, сообщая, что около 799 года им была построена церковь Сен-Мартин в Визе, а во время визита папы римского Льва III в Ахен зимой 804/805 годов он находился в свите Карла Великого. Есть свидетельства, что от императора франков Гербальд получил для своей епархии богатые дары, в том числе, земли, отнятые у Льежского епископства при Карле Мартелле. Сохранились письма, в которых Карл Великий требовал от епископа Льежа не совершать крещение детей тех из его паствы, кто наизусть не выучит молитву «Отче наш» и апостольский Символ веры: таким образом император пытался бороться за религиозное просвещение своих подданных. В этих письмах упоминаются поселения, на которые распространялась власть льежского епископа: Кондро, Ломм, Эсбе и пагус Арденны. В 807 году император франков, отмечавший в Льеже праздник Богоявления, разрешил Гербальду проводить в городе Юи ярмарку, на которой торговали бы не только товарами, но и рабами. Все льежские хронисты ставят в заслугу Гербальду то, что за время своего понтификата он значительно увеличил богатство своей епархии.
Много больше данных о времени нахождения Гербальда на льежской кафедре сообщают позднесредневековые фландрские хроники, но их сведения, в основном, носят малодостоверный характер. Среди таких сообщений, рассказы о том, что легендарный Ожье Датчанин был защитником Льежа от норманнов, что Карл Великий подарил Гербальду штандарт, который в последующие века несли перед городским ополчением, когда оно выступало в поход, и другие. К недостоверным фактам историки относят и свидетельство о том, что по просьбе Гербальда папа римский Лев III в присутствии Карла Великого причислил 4 октября 799 года к лику святых Свиберта.
Епископ Гербальд умер 18 октября 809 года. Его преемником на льежской кафедре стал Вальтгауд.